# Brunnen auf dem Wittenbergplatz

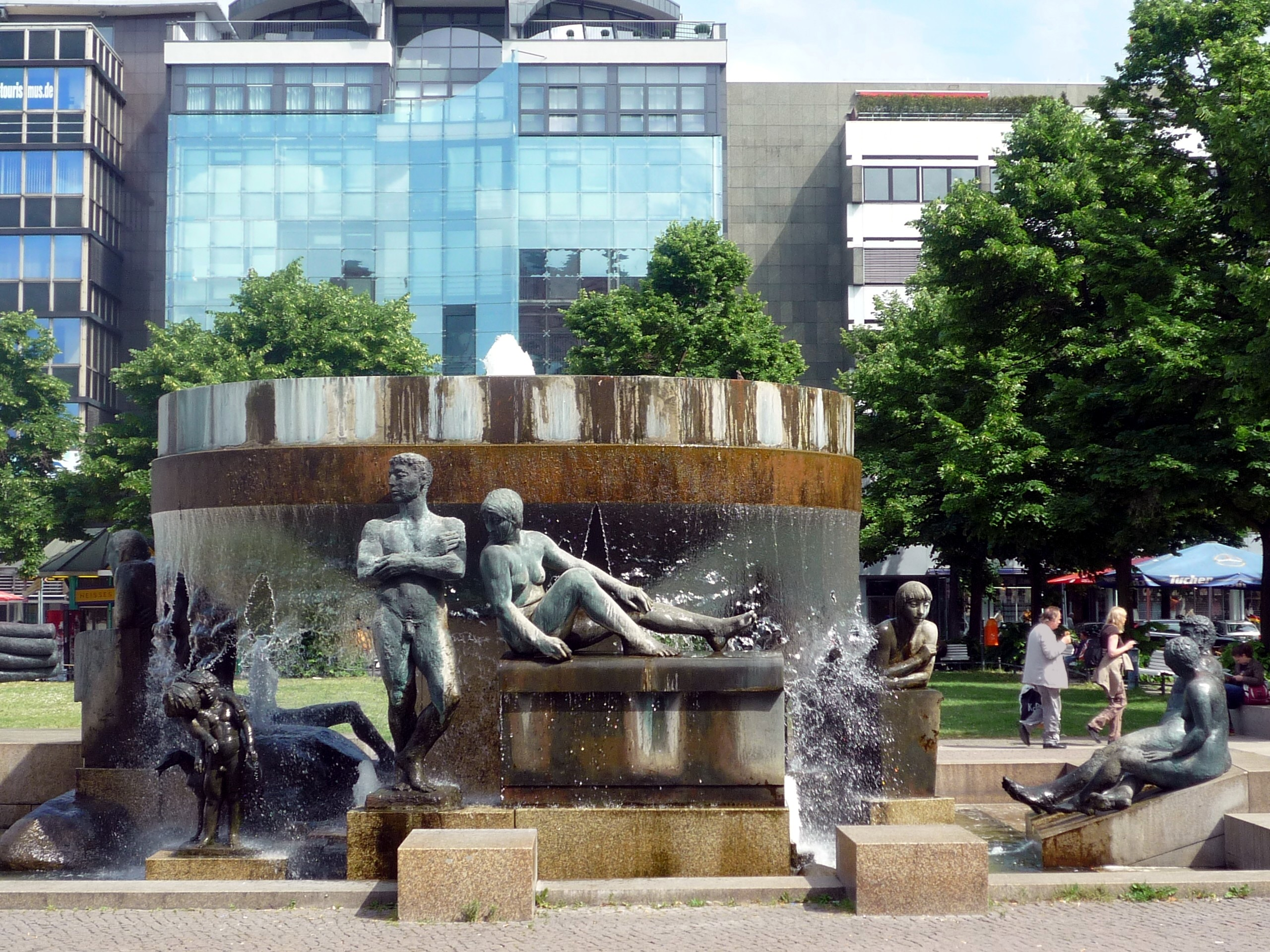
Der Südbrunnen (Lebensalter)

Die beiden Brunnen auf dem Wittenbergplatz im Berliner Ortsteil Schöneberg des Bezirks Tempelhof-Schöneberg wurden nach Entwürfen des Bildhauers Waldemar Grzimek errichtet. 1980 war für die Neugestaltung des ganzen Platzes ein Wettbewerb ausgeschrieben worden. Grzimek gewann mit seinem Konzept den Ersten Preis und erhielt den Auftrag zur Ausführung. Nach seinem Tod 1984 führten enge Mitarbeiter des Bildhauers die unvollendete Arbeit am Figurenbrunnen auf der Südseite des Platzes weiter. 1985 wurden die beiden Brunnen fertiggestellt.

## Das Konzept
Der Wittenbergplatz gehört zu einer historisch gewachsenen Folge von Plätzen und Straßenabschnitten zwischen Südstern und Ernst-Reuter-Platz. Seine Neugestaltung sollte die Beziehung zum nahegelegenen Breitscheidplatz mit dem Weltkugelbrunnen von Joachim Schmettau unterstreichen. Im September 1980 schrieb die Senatsverwaltung für Bau- und Wohnungswesen zusammen mit dem damaligen Bezirksamt Schöneberg einen Entwurfswettbewerb mit einer begrenzten Zahl von Teilnehmern aus, unter ihnen auch Waldemar Grzimek. Ziel des Wettbewerbs war die Konzeption von zwei Brunnenanlagen an vorgegebenen Standorten nördlich und südlich des U-Bahnhofs Wittenbergplatz, dazu Vorschläge zur weiteren Gestaltung des Platzes. Der Entwurf hatte den Wunsch nach Symmetrie in Bezug auf das denkmalgeschützte Bahnhofsgebäude von Alfred Grenander zu berücksichtigen, die beiden Brunnen sollten jedoch nicht weitgehend gleichartig, sondern vielmehr erkennbar unterschiedlich gestaltet werden.
Grzimek sah für die Brunnen je eine pilzartige, große Form als Blickpunkt für Verkehrsteilnehmer und Fußgänger vor. Für den Nordbrunnen hatte er an eine eher vegetative Form in einem geometrisch einfachen Umfeld gedacht, der Südbrunnen als Hauptschauplatz des Ensembles sollte eine strenge Großform inmitten eines Brunnens „nach römischem Vorbild“ bekommen, in einem „Spektakel, über das sich die Leute freuen; ein spielerisches, fröhliches Ereignis, mit dem man sich identifizieren kann“. Dieser Brunnen unter dem Thema „Die Lebensalter“ soll jedoch, anders als bei den weitaus meisten Wasserspielen, kein distanziertes Schauspiel hinter der Barriere einer Brunneneinfassung bieten, sondern durch die offene Gruppierung der Figuren in einem begehbaren Bereich dem Besucher erlauben, sich als Teil des Ganzen zu fühlen.

## Die Ausführung
Am 27. August 1982 wurde der Ausführungsvertrag unterzeichnet. Im Wettbewerbsentwurf war vorgesehen, alle Teile außer den Bronzefiguren – also die Beckeneinfassungen, die Sockelzonen und die Pilzformen – aus einheitlichem Material, nämlich aus Granit, eventuell auch aus Muschelkalk herzustellen. Hauptsächlich aus Kostengründen war das nicht möglich. Auch ein Bronzeguss der großen Formen wurde kalkuliert und erwies sich als unbezahlbar, das ganze Projekt drohte zu scheitern. Schließlich wurde beschlossen, die Pilzformen aus Edelstahl zu bilden und mit einer Kupferhaut zu umkleiden. Diese Entwicklung wirkte sich deutlich auf das Erscheinungsbild des Nordbrunnens aus, wo die pflanzlich konzipierte Großform nun wegen der neuen Materialgegebenheiten weitgehend abstrahiert wurde. Beim Südbrunnen blieb die ovale Pilzform unverändert; für die Sockelzone entwickelte Grzimek hier aus der erzwungenen Uneinheitlichkeit des Materials ein verändertes Gestaltungsprinzip und baute sie aus Steinen, die sich in Farbe und Form stark unterscheiden.
Das Skulpturenprogramm für den Südbrunnen umfasst neun Einzelfiguren von Menschen verschiedener Altersstufen, die meist paarweise angeordnet sind, dazu eine Gruppe von zwei Kindern mit einem Hund sowie zwei freie, plastische Formen, die im ursprünglichen Entwurf noch nicht vorgesehen waren. Zur Überprüfung der räumlichen Wirkung in Originalgröße kaufte Grzimek ein Grundstück in Berlin-Kladow, unmittelbar an der Havel. Auf diesem Gelände konnten die im Atelier in Ton aufgebauten und danach in Gips abgeformten Figuren, zusammen mit den modellhaft aufgebauten nichtfigürlichen Teilen des Brunnens, beurteilt und zur endgültigen Komposition zusammengestellt werden. In der ihm verbleibenden Lebenszeit gelang es dem Bildhauer noch, die Kindergruppe und sechs Einzelfiguren abschließend zu gestalten. Die fertigen Skulpturen wurden in der Bildgießerei Richard Barth in Rinteln (Niedersachsen) in Bronze gegossen.
Eine Gruppe von Freunden und Sachkennern beriet darüber, wie die unvollendet gebliebene Arbeit fortgeführt werden sollte. Im Ergebnis übernahm es der Bildhauer Christian Höpfner, ein langjähriger Mitarbeiter Grzimeks, gemeinsam mit dem Bildhauer Hartmut Bonk die drei unfertigen Figuren in eine endgültige Form zu bringen. Die beiden abstrakten Formen, an den nördlichen Eckpunkten des Brunnens platziert, sollen das „weibliche“ bzw. das „männliche“ Prinzip ausdrücken, gedacht als etwas ironische Zusammenfassung zum Leitgedanken des ganzen Brunnens. Grzimek hatte dafür noch Skizzen angefertigt und vertraute die Ausführung seiner Assistentin an, der Bildhauerin Fee Franck. Auch diese Skulpturen wurden in Bronze gegossen.

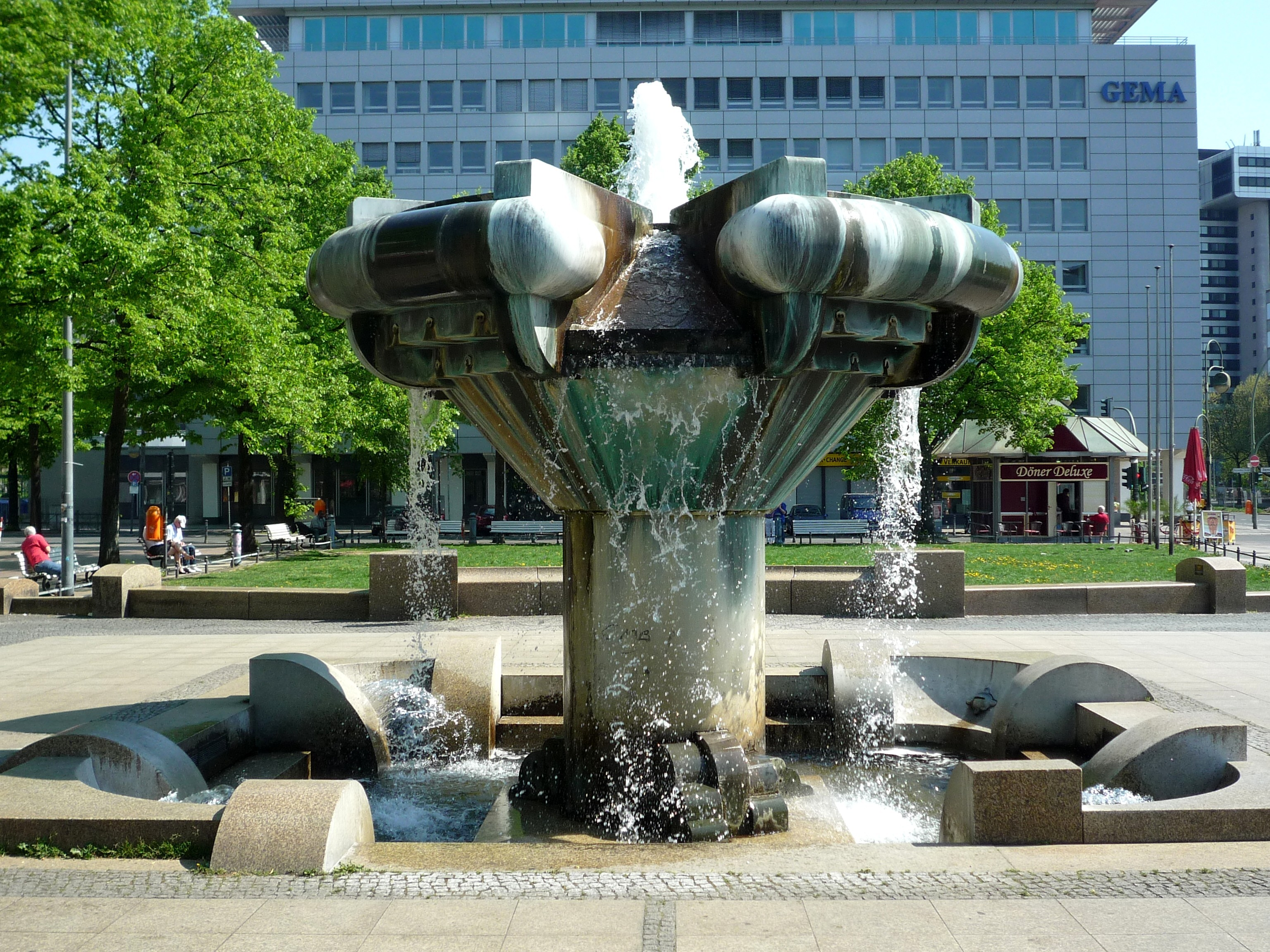
Der Brunnen auf der Nordseite des Platzes
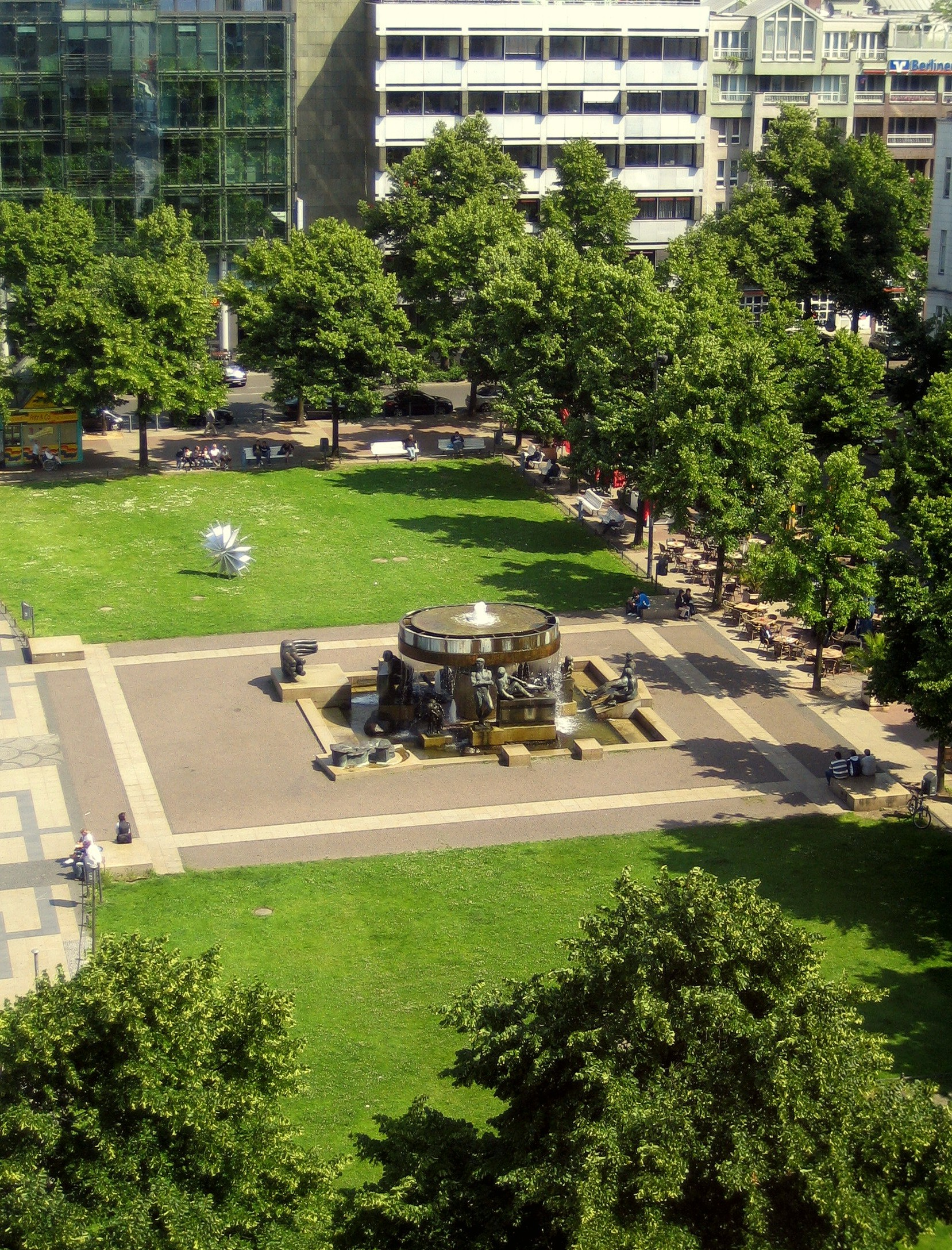
Der Brunnen auf der Südseite des Platzes
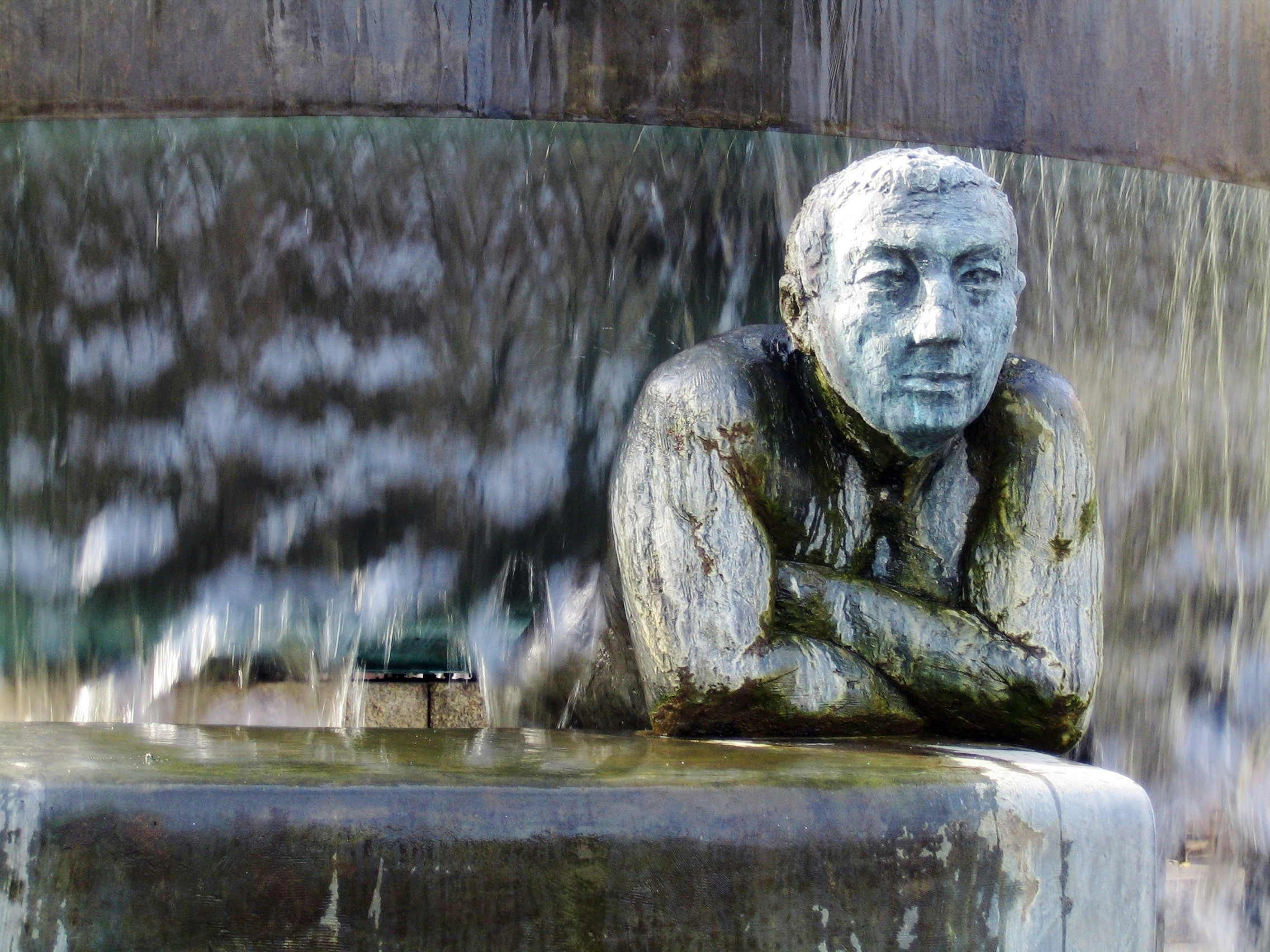
Der Fenstergucker
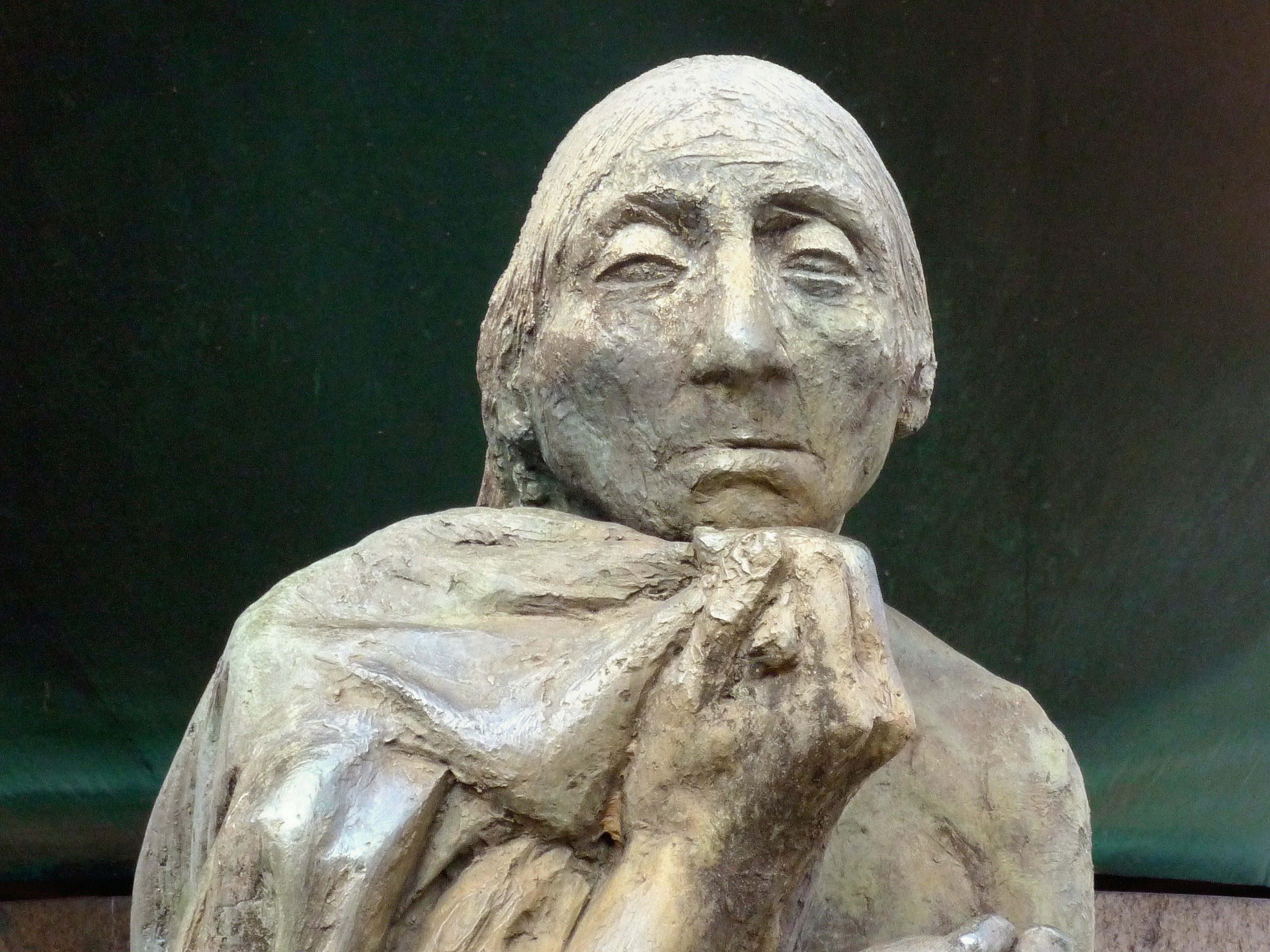
Die alte Frau
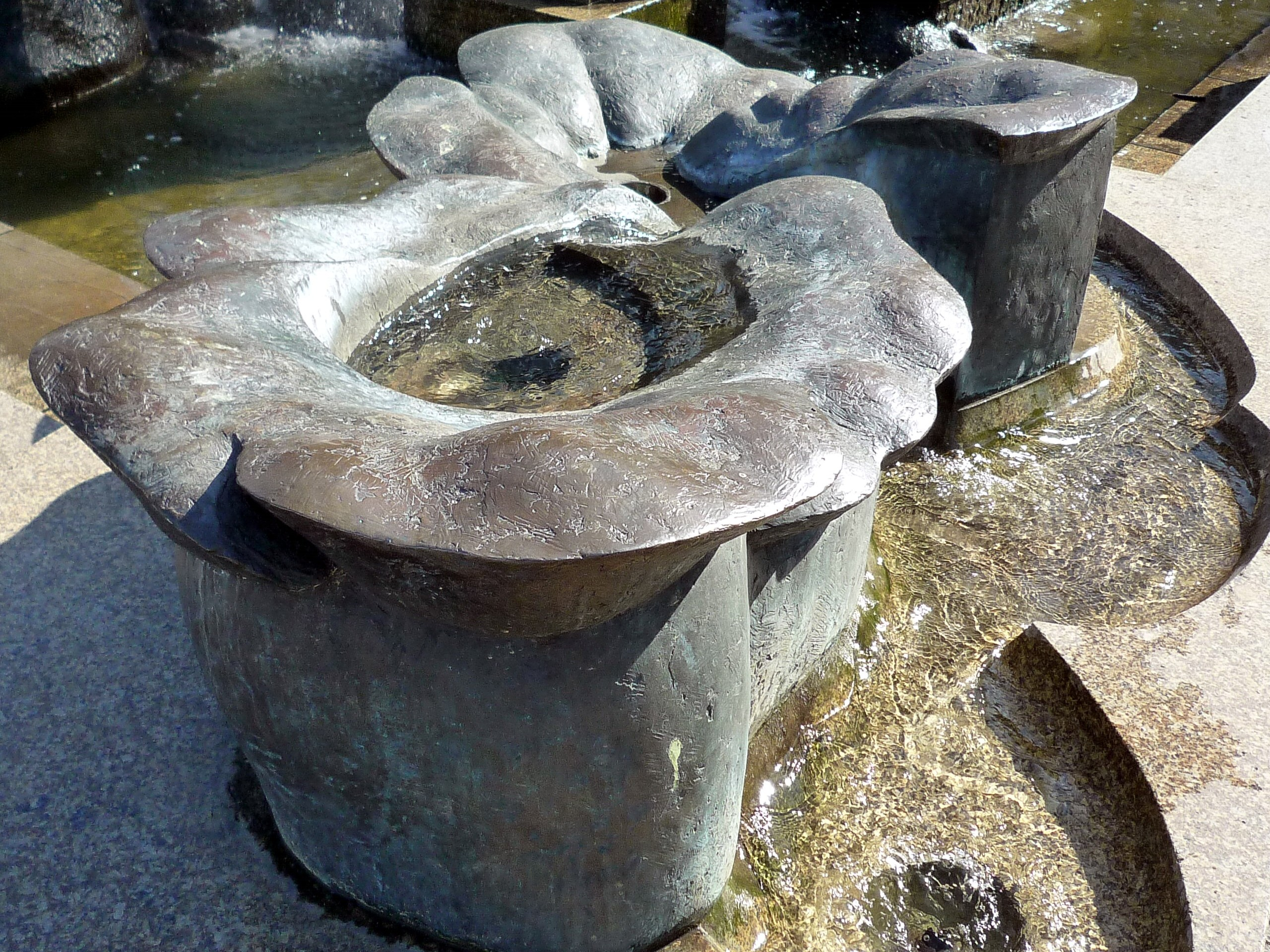
Die ungegenständlich weibliche Form

## Maße und Materialien
Das Becken des südlichen Brunnens misst 16 m × 15 m, die Fassung besteht aus rechtwinklig geschnittenen hellgrauen Granitblöcken, die Beckensohle wurde im Kontrast dazu aus Findlingen und roh behauenen Steinen von unterschiedlicher Farbe und Struktur gestaltet. Die ovale Pilzform ist 5 Meter hoch, ihre Durchmesser betragen fünf und sechs Meter; als Material wurde Stahl mit Kupferüberzug verwendet. Die figürlichen Bronzeskulpturen sind bis zu 2,30 Meter hoch, dazu kommen die beiden freien plastischen Formen.
Der Nordbrunnen hat ein 11 m × 11 m großes, vertieftes quadratisches Becken aus hellgrauem Granit in geometrisch-rechtwinkligen und ‑gerundeten Formen. Die Pilzform aus Stahl mit Kupferüberzug ist fünf Meter hoch bei einem Durchmesser von etwa sieben Meter.